# The Bat Jar Conjecture
The Bat Jar Conjeture es el decimotercer episodio de la serie The Big Bang Theory, estrenado en Estados Unidos el 21 de abril de 2008.

## Referencia al título
El título The Bat Jar Conjecture, traducido al español como la Conjetura del Bat-tarro, hace referencia a un tarro para guardar galletas que Leonard regala a Sheldon cuando le comunica que no forma parte del equipo.

## Sinopsis
Leonard, Sheldon, Howard y Raj están cenando y discutiendo detalles de la próxima película de Star Trek, como que mostrará el nacimiento de Sr. Spock, aparece Penny pidiendo que le arreglen el portátil. Howard ve que el equipo que siempre ganaba el torneo de física de la universidad, este año no se presenta, por lo que los chicos deciden que este año la universidad se rendirá a su intelecto, pero Sheldon decide no participar ya que no desperdiciará su talento en un estúpido concurso, pero Leonard le convence citándole las últimas palabras del Sr. Spock. En la cafetería de la universidad, deciden el nombre del equipo: Howard sugiere PMS (Patrulla del Movimiento Sempiterno), Rajesh sugiere los Tigres de Bengala, y Sheldon Avispas de la Arena, saliéndose con la suya de nuevo, bajo la amenaza de dejar el equipo. En una prueba que hacen, moderada por Penny, Sheldon contesta todas las preguntas, irritando sobremanera a los demás.
Más tarde, en el apartamento, Sheldon le enseña a Leonard los diseños de los uniformes, que están basados en Star Trek, pero éste le interrumpe para regalarle un tarro para galletas con la forma de una figura de Batman, y comunicarle que no está en el equipo, ya que según Leonard, Sheldon es muy malo y los demás niños no quieren jugar con él. Sheldon le dice que va a formar su propio equipo. Leonard, Howard y Raj buscan otro compañero, y se lo dicen a Leslie Winkle, que al principio les dice que no, pero luego acepta, cuando se entera de que es para competir contra Sheldon.
Ya en el aula del concurso, Penny pregunta a los chicos si están preparados, y les dice que se va a quedar a verlos; Sheldon aparece con su equipo, formado por el conserje de la 3ªplanta, la señora que sirve las comidas y uno que no sabe si es el carnicero o su hijo; el concurso empieza y todos van contestado hasta que llegan a la última pregunta, que es el dibujo de una ecuación de la que tienen que dar la solución. El equipo de Leonard se queda sin respuestas y Sheldon está bloqueado, hasta que el conserje da la respuesta que es 8Πα, pero Sheldon no admite que conteste otro y dice que esa no es la respuesta, perdiendo el concurso ya que era la respuesta correcta (Leonard le dice que si prefiere perder por demostrar que es más listo que los otros cuatro a ganar como equipo) y el equipo PMS celebrando la victoria. Por último, ya en el piso, Leonard se burla de Sheldon con el trofeo ganado, apareciendo Penny para dilucidar cuál es el más listo, con unas preguntas de carácter general, pero no saben ninguna, incluyendo la famosa frase de Piolín "he visto un lindo...", ya que Sheldon responde romulano, que es una raza del universo de Star Trek.

## Curiosidades
Sheldon comentando que participar él en el concurso, es como pedir a Picasso jugar al Pictionary, a Larousse jugar al Scrabble y a Jacques Cousteau jugar a los barcos.
Penny durmiéndose durante el concurso.
Koothrappali sugiere a la actriz de blossom (Mayim Bialik), argumentando que doctorado en neurobiología, y que dos años más tarde interpretaría a Amy Farrah Fowler, también neurobióloga en la serie.